# Hormaphis cornu
Hormaphis cornu är en insektsart som först beskrevs av Shimer 1867.  Hormaphis cornu ingår i släktet Hormaphis och familjen långrörsbladlöss. Inga underarter finns listade i Catalogue of Life.